# Barbara Læssøe Stephensen
Barbara Læssøe Stephensen (født 24. juli 1969) er en dansk retoriker, tv-tilrettelægger, forfatter, skribent og foredragsholder.
Stephensen er student fra Østre Borgerdyd Gymnasium og blev cand.mag. i retorik fra Københavns Universitet i 1996 og har desuden læst kunsthistorie ved University of California, Berkeley. Hun arbejdede 1995-1997 som taleskriver i Miljø- og Energiministeriet og kom i 1998 til Geelmuyden.Kiese som kommunikationsrådgiver med speciale i integreret kommunikation, hvor hun var til 2001. I 1999 blev hun ekstern lektor ved Københavns Universitet, og i 2004 blev hun selvstændig med firmaet Retorisk rådgivning og Coaching. Hun blev i 2005 tilknyttet Kunstforeningen Gammel Strand, hvor hun 2006-2010 fungerede som kommunikationschef. Fra 2010 til 2011 var hun vært og tilrettelægger på flere kunst- og kulturprogrammer på DR, og fra 2010 har hun arbejdet freelance. Hun er jævnligt deltager i Smagsdommerne på DR2. 
Barbara Stephensen har tre børn med filminstruktør Søren Fauli.
I 2012 udgav hun bogen Aktivistministeren - om daværende kulturminister Uffe Elbæk.